# سافتک
سافتک (انگلیسی: Softtek) شرکت فناوری اطلاعات مکزیکی است، که در سال ۱۹۸۲ تأسیس شد.